# Pârâul Vulpii
Pârâul Vulpii este un curs de apă, afluent al râului Dealu. 